# 唐正东
唐正东（1982年9月14日—），江苏苏州人，中国篮球运动员。
唐1995年开始接受正规篮球训练，后进入江苏南钢篮球俱乐部效力至今，司职中锋，多次入选中国国家男子篮球队，并曾当选为2004-2005赛季CBA常规赛MVP。
唐身高2米13，体格健壮，投篮准确，甚至可以在外线投射三分球，但速度较慢，打球风格类似于前辈孟克·巴特尔。2006年，唐正东一度前往NBA多伦多猛龙试训，但一周后即被放弃。